# Рассвєт (Челябінська область)
Рассвєт (рос. Рассвет) — селище у Нагайбацькому районі Челябінської області Російської Федерації.
Входить до складу муніципального утворення Фершампенуазьке сільське поселення. Населення становить 159 осіб (2010).

## Історія
Згідно із законом від 9 липня 2004 року органом місцевого самоврядування є Фершампенуазьке сільське поселення.

## Населення
| 2002 | 2010 |
| ---- | ---- |
| 216  | ↘159 |